# Tonlös konsonant
En konsonant fon är tonlös om röstkällan är passiv under uttalet. Detta gör att fonen saknar grundton. Exempel är /k/, /p/, /t/, /f/, /s/ och /θ/.